# Цифровой зеркальный фотоаппарат
Цифровой зеркальный фотоаппарат, DSLR (англ. Digital single-lens reflex camera) — цифровой фотоаппарат, построенный на основе принципа однообъективной зеркальной камеры, использовавшегося в плёночной фотографии. Понятие цифрового зеркального фотоаппарата подразумевает однообъективную схему, поскольку двухобъективная в цифровой фотографии широкого применения не нашла.

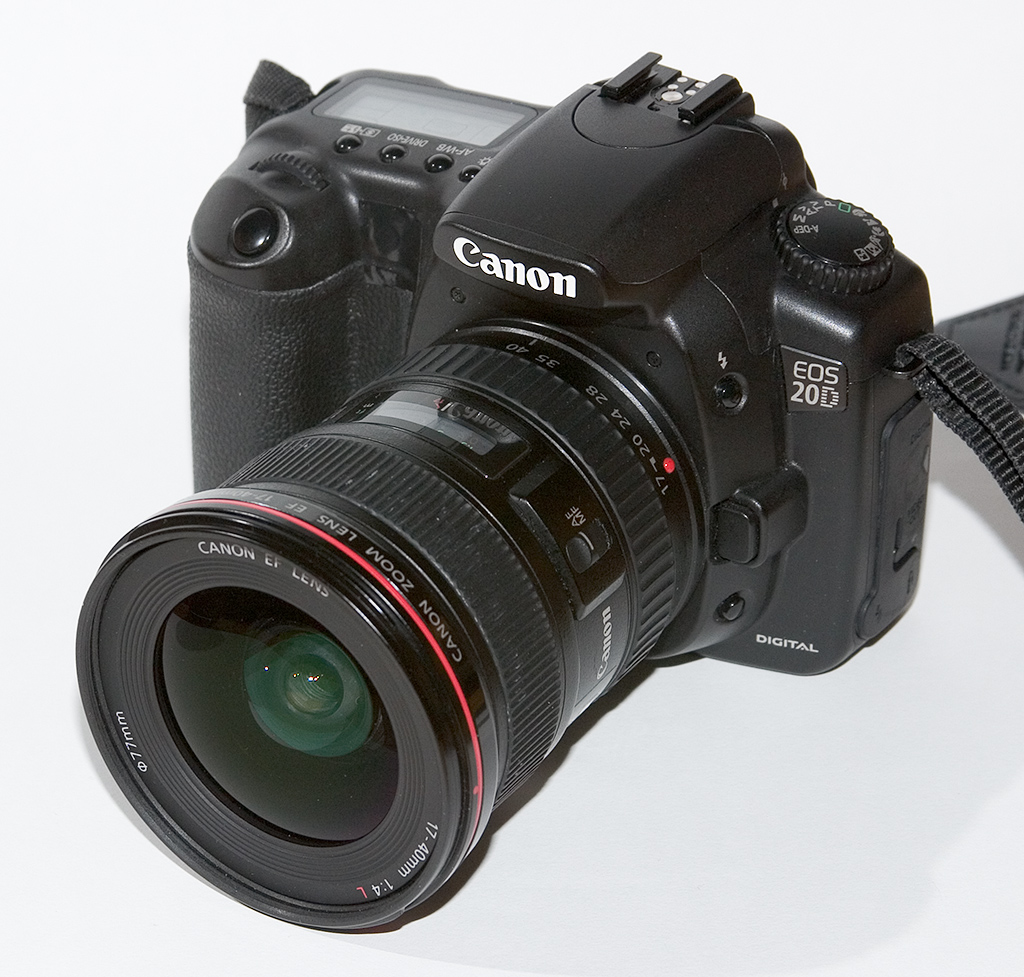
Цифровой зеркальный фотоаппарат Canon EOS 20D с объективом Canon EF 17-40 мм

## Историческая справка
Попытки создать портативные электронные устройства для записи неподвижных изображений начались сразу же после изобретения Уиллардом Бойлом и Джорджем Смитом прибора с зарядовой связью в 1969 году. Однако, первые зеркальные видеофотоаппараты (англ. Still Video Camera), такие как Sony Mavica 1981 года, Canon RC-701 и Nikon Still Video Camera 1, появившиеся в 1986 году, не были цифровыми, поскольку основаны на аналоговой записи изображения в одном из стандартов цветного телевидения.
Первой зеркальной цифровой фотокамерой можно считать гибридное устройство Electro-Optic Camera, спроектированное электронным подразделением Kodak по заказу правительства США с использованием профессионального фотоаппарата Canon New F-1. Основой стала созданная «Кодаком» чёрно-белая ПЗС-матрица M1, разрешение которой впервые превысило 1 мегапиксель. Она размещалась в блоке, закрепляемом на съёмной задней крышке фотоаппарата, единственный экземпляр которого выпущен в 1988 году и эксплуатировался военными. В дальнейшем созданы ещё две подобные камеры Tactic Camera для оборонных задач.

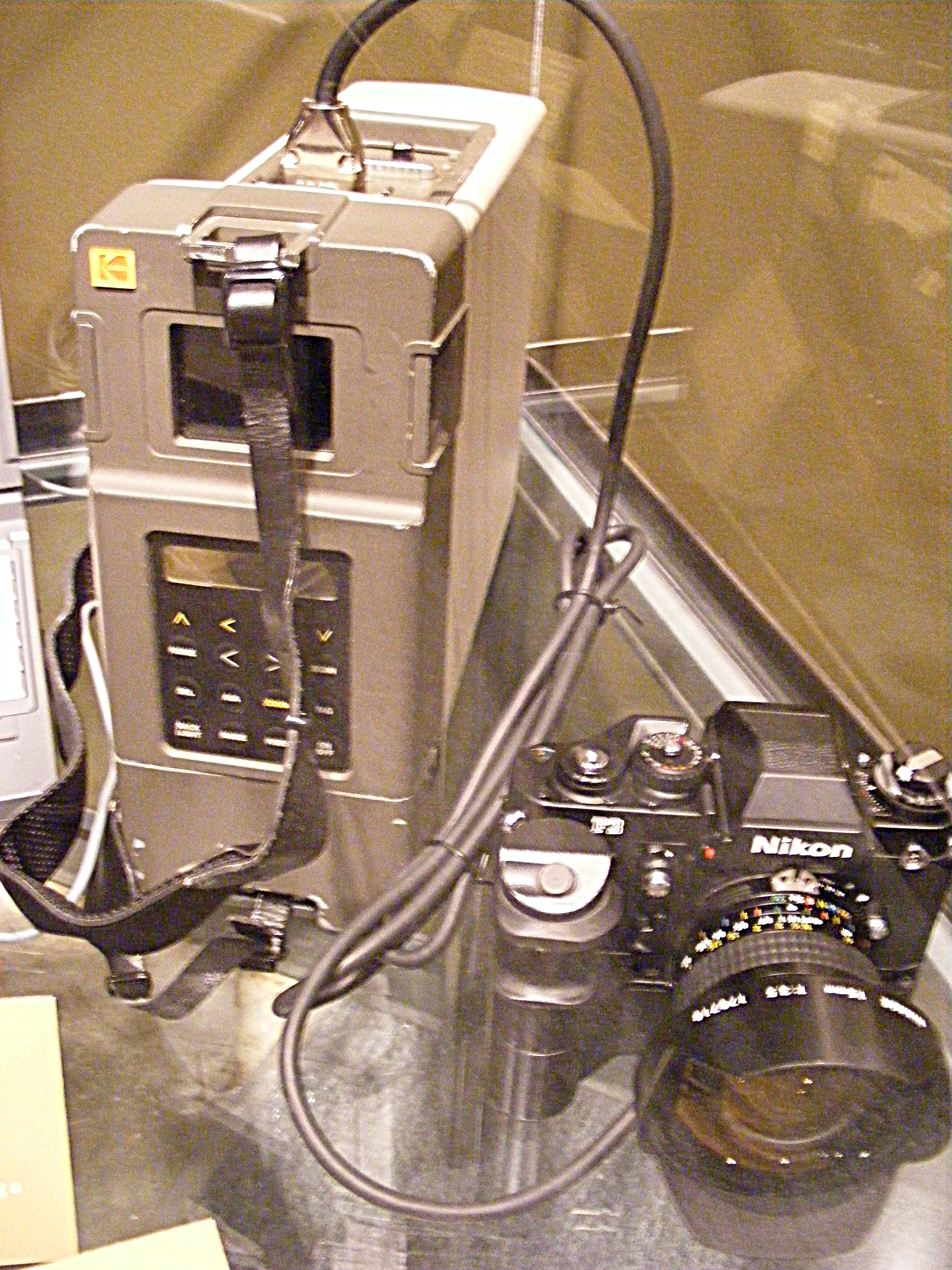
Первая серийная цифровая зеркальная фотосистема Kodak DCS 100 на базе корпуса Nikon F3 HP. Фотоаппарат с приставкой и внешний блок с жёстким диском

Полученные гибриды оказались слишком громоздкими и неудобными, и следующим этапом через год стала разработка проектов IRIS для фотожурналистов и Hawkeye II для военных. Оба прототипа создавались на основе зеркального фотоаппарата Nikon F3, но чёрно-белый IRIS не нашёл спроса на рынке новостной фотографии. Часть военных приставок комплектовалась новой матрицей М3 с фильтром Байера, ставшей первой цветной матрицей с разрешением более 1 мегапикселя. Она же стала основой для первого коммерчески успешного и серийно выпускавшегося цифрового гибрида Kodak DCS 100, также собранного вокруг фотоаппарата Nikon F3 HP. Гибрид, выпущенный в 1991 году, состоял из цифрового задника с ПЗС-матрицей, подключённого кабелем к внешнему блоку, носимому на плече. Внешний блок DSU (англ. Digital Storage Unit) содержал 3,5-дюймовый жёсткий диск ёмкостью 200 мегабайт, на который записывались снимки, формируемые приставкой к фотоаппарату. При этом задник мог быть отстыкован и фотоаппарат вновь становился пригодным для съёмки на плёнку. Устройство стало первым ориентированным на совместную работу с компьютером, а не видеомагнитофоном, как это было в большинстве предыдущих разработок других производителей.
Перечисленные гибриды создавались гражданским (англ. Professional Photography Division) и оборонным (англ. Federal Systems Division) подразделениями Kodak независимо от «Никона», выпустившего совместно с NASA цифровой Nikon F4 ESC NASA с задником, оснащённым чёрно-белой матрицей в 1 мегапиксель. Дальнейшие разработки были сосредоточены в компаниях Fujifilm, Sony и гражданском секторе компании Kodak, с 1994 до 1998 года выпустившей более компактные устройства серии DCS, стыкующиеся с фотоаппаратами Nikon F801, Nikon F90 и Canon EOS-1N. Все эти разработки стали промежуточным этапом перед созданием полноценных цифровых зеркальных фотоаппаратов неразъёмной конструкции. К началу 2000-х годов Canon и Nikon создали профессиональные линейки фотоаппаратов Canon EOS-1D и Nikon D1, основой при проектировании которых послужили предыдущие опыты с гибридными камерами. Возможность замены плёнки цифровым задником с матрицей осталась только в среднеформатных зеркальных фотоаппаратах, предназначенных для студийной съёмки.
Появление цифровых зеркальных фотоаппаратов потребительского уровня можно отнести к концу 2003 года, когда начались массовые продажи камеры Canon EOS 300D, стоимость которой впервые оказалась ниже символической границы в 1000 долларов. Все предыдущие образцы, стоившие первоначально в диапазоне от 5 до 20 тысяч долларов, можно отнести только к профессиональному сегменту рынка.
С началом продаж для массовой публики цифровые зеркальные фотоаппараты начали бурно развиваться, повышая разрешающую способность матриц, их размеры и скорость обработки данных. Постепенно качество цифровой фотографии оказалось сопоставимым с классической плёночной, а персональные компьютеры стали доступны массовому покупателю. С середины 2000-х годов цифровая аппаратура практически полностью вытеснила плёночные аналоги, прежде всего в сфере фотожурналистики, традиционно ориентированной на зеркальный видоискатель. В любительской фотографии с начала 2010-х годов зеркальный видоискатель начал вытесняться беззеркальными фотоаппаратами со сменной оптикой, а также камерафонами. Так, если в 2012 году в мире продано более 16 миллионов цифровых зеркальных фотоаппаратов, к 2017-му эта цифра снизилась более, чем вдвое, составив 7,5 миллионов.

## Особенности конструкции
Главными достоинствами зеркальных фотоаппаратов по сравнению с другими типами цифровой аппаратуры считается возможность использования сменной оптики, дающей такое же изображение как на плёночных аналогах, и матрица относительно больших размеров, обеспечивающая высокое качество цифрового изображения. Совершенствование электронных технологий визирования сводит к минимуму главное преимущество зеркальной схемы: наличие беспараллаксного оптического видоискателя, дающего изображение, идентичное получаемому в фокальной плоскости.

### Фазовый автофокус
Главным преимуществом зеркальных фотоаппаратов, по сравнению с беззеркальными считается возможность использования фазового автофокуса. Это наиболее быстрая и точная технология из всех существующих, однако для её работы необходимо наличие оптического тракта, направляющего свет от объектива на отдельный датчик. Такой принцип легко осуществим в однообъективных зеркальных фотоаппаратах при помощи основного и вспомогательного зеркал, но сопряжён с большими сложностями в беззеркальных конструкциях, производящих автофокусировку непосредственно по изображению, формируемому матрицей. При этом используется сравнение его контраста при разных положениях объектива. Для повышения скорости фокусировки беззеркальных фотоаппаратов некоторые производители интегрируют фазовые датчики непосредственно в светочувствительную матрицу, но быстродействие автофокуса зеркальных фотоаппаратов до сих пор остаётся непревзойдённым.
Использование варианта зеркальной схемы с неподвижным полупрозрачным зеркалом позволяет применять фазовый принцип автофокуса в режиме «Live View», в том числе при видеозаписи, но при этом необходимо тщательное поддержание чистоты дополнительной оптической поверхности, не защищённой, в отличие от матрицы, даже затвором от пыли и загрязнений. Кроме того, наличие полупрозрачного зеркала снижает светосилу всей системы и уменьшает яркость изображения в видоискателе. По такой схеме построена линейка фотоаппаратов Sony Alpha SLT.
В 2015 году Sony предложила ряд технологий, позволяющих реализовать в беззеркальных аппаратах быстрый гибридный автофокус, использующий ряд специальных микролинз и выделенные пиксели по принципу, сходному с фазовым автофокусом.

### Размер матрицы

Сравнительные размеры матриц цифровых фотоаппаратов разных типов. Синим цветом обозначены сенсоры компактных камер

Светочувствительные матрицы, устанавливаемые в цифровых зеркальных камерах, значительно превосходят по физическим размерам сенсоры компактных фотоаппаратов. Большой кадр позволяет использовать элементарные фотодиоды увеличенных размеров при том же их количестве, определяющем разрешение. В результате возрастает качество изображения: снижаются шумы при тех же значениях светочувствительности, и расширяется динамический диапазон. Матрица типичной цифровой зеркальной камеры потребительского класса имеет формат APS-C (22×15 мм), однако наблюдается тенденция увеличения сенсора до полнокадрового (Canon EOS 6D, Sony A99).
Матрицы профессиональных фотокамер несколько больше — формата APS-H (серия Canon EOS-1D), но могут достигать размеров «классического» малоформатного кадра размером 24×36 мм (Canon EOS 5D Mark III, Canon EOS-1D X Mark II, Nikon D5) и даже превосходить его (Leica S2, Mamiya 645D или Hasselblad HxD-серий), что позволяет добиваться отличной цветопередачи и отношения сигнал/шум. Размер матриц компактных цифровых камер, как правило, не превышает 7,2×5,3 мм (формат 1/1,8″) и в большинстве своём составляет 4,5×3,4 мм (формат 1/3,2″), давая площадь в 56,5 раз меньше, чем малоформатный «полный» кадр (864 и 15,3 квадратных миллиметров соответственно). Приемлемый уровень шумов и качество изображения такие матрицы могут обеспечить только при минимальных значениях ISO и ярком освещении.
В то же время, небольшие матрицы позволяют конструировать более компактную и лёгкую оптику с большой светосилой. Так, кратность и светосила зум-объективов компактных камер обычно недостижимы для оптики, рассчитанной на малоформатную матрицу или плёночный кадр.
Телеобъективы, предназначенные для небольшого размера кадра, также гораздо компактнее и светосильнее крупноформатных аналогов. Это преимущество миниатюрных матриц используется в псевдозеркальных цифровых фотоаппаратах, обычно оснащаемых несъёмным компактным «суперзумом» большой кратности, перекрывающей значительную часть диапазона фокусных расстояний, используемых в повседневной практике съёмки.
Такие фотоаппараты, более дешёвые, чем зеркальные, занимают существенную часть рынка аппаратуры для фотолюбителей, вытесняя более сложные в обращении DSLR.
Кроме того, несъёмная конструкция объектива исключает попадание пыли и загрязнений на поверхность матрицы, неизбежное в зеркальных фотоаппаратах со сменной оптикой.

### Характер изображения
Несмотря на важность физических характеристик матриц большого размера, более существенным преимуществом зеркальной аппаратуры считается характер изображения, создаваемого объективами от малоформатных фотоаппаратов. Фотообъективы обладают относительно большими фокусными расстояниями по сравнению с оптикой видеокамер и компактных фотоаппаратов. В результате, при тех же углах поля зрения и относительных отверстиях, глубина резко изображаемого пространства получаемого изображения значительно меньше, чем в миниатюрных форматах, что предоставляет возможность использования традиционных в профессиональной фотографии приёмов, позволяющих подчеркнуть глубину пространства и отделить основной объект съёмки от фона.
Ещё одним важным обстоятельством считается принципиально более высокое качество оптического изображения, напрямую зависящее от физического размера кадра вследствие дифракционного ограничения любых оптических систем. Другими словами, как и в плёночной фотографии, качество напрямую связано с размером кадра, независимо от разрешения светочувствительного элемента. По этим причинам максимальная детализация достижима в современной цифровой фотографии только при помощи цифровых задников среднего формата или зеркальных фотоаппаратов с полнокадровой матрицей.
В то же время, появление нового класса беззеркальных фотоаппаратов в конце 2000-х годов, разрушило монополию «зеркалок» на матрицу большого размера. Некоторые типы таких фотоаппаратов оснащаются матрицами размера Микро 4:3 и APS-C, а вскоре после них появилась «Sony A7», с полнокадровой матрицей.

### Оптический видоискатель

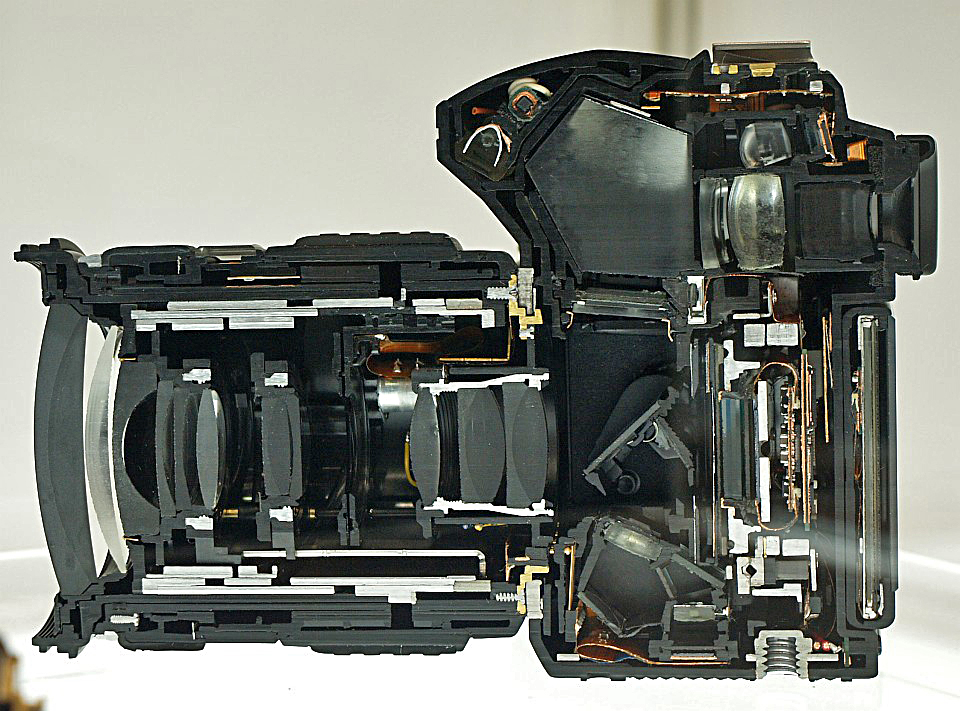
Разрез цифрового зеркального фотоаппарата Olympus E-30. На разрезе видна конструкция зеркального оптического тракта: основное и вспомогательное зеркала, фокусировочный экран, пентапризма и окуляр

Принципиальным отличием цифровых зеркальных фотоаппаратов от остальных типов цифровых камер является зеркальный видоискатель, который считается наиболее совершенным из всех оптических и обладает такими преимуществами, как полное отсутствие параллакса, возможность визуальной оценки глубины резкости и точное совпадение границ кадра с полем зрения любых сменных объективов, в том числе зумов. Кроме того, это единственный тип оптического визира, пригодный для съёмки через оптические приборы, макросъёмки и использования специальной оптики, в том числе шифт-объективов. В отличие от дальномерных фотоаппаратов, точность ручной и автоматической фокусировки с помощью зеркального видоискателя не зависит от фокусного расстояния объектива. По сравнению с компактными цифровыми фотоаппаратами зеркальные обеспечивают более высокое быстродействие и удобство управления изображением, видимым без электронного преобразования со всеми оптическими нюансами.
К недостаткам зеркального видоискателя можно отнести его громоздкость и сложность, особенно заметные в сравнении с новейшими беззеркальными камерами. Кроме того, наличие подвижного зеркала затрудняет конструирование короткофокусной оптики из-за необходимости удлинения заднего отрезка. Ретрофокусная конструкция широкоугольных объективов для зеркальных камер считается менее совершенной, чем симметричная, используемая во всех остальных типах аппаратуры. Быстрое движение зеркала непосредственно перед съёмкой приводит к вибрациям, недопустимым в момент экспозиции. Сложность фокусировочного тракта и наличие дополнительных оптических элементов высокой точности, таких как пентапризма и фокусировочный экран приводят к удорожанию всей конструкции. Взаимное расположение элементов видоискателя и модуля автофокуса требует точной юстировки, от которой зависит корректность ручной и автоматической фокусировки. Ещё одним недостатком зеркального видоискателя является ограничение максимальной частоты серийной съёмки за счёт инерционности зеркала и его приводов.
В то же время, электронный видоискатель беззеркальных цифровых камер обладает теми же достоинствами, что и зеркальный, отображая будущий снимок на жидкокристаллическом дисплее. Традиционные недостатки такого видоискателя — перегрев фотоматрицы с ухудшением изображения, невысокое разрешение дисплея и его возможная засветка ярким освещением — к началу 2010-х годов преодолены за счёт многократно улучшившихся характеристик фотоматриц, TFT-экранов и их удешевления. А использование электронного видоискателя окулярного типа предотвращает засветку и приближает технологию съёмки к традиционной «зеркальной». Запаздывание электронного изображения, заметное на первых моделях компактной аппаратуры, с повышением быстродействия процессоров сведено практически к нулю. В то же время, задержка срабатывания затвора современных беззеркальных фотоаппаратов сопоставима с зеркальными, у которых этот параметр также превышает показатели дальномерных и шкальных камер из-за наличия подвижного зеркала. Такое достоинство оптического видоискателя, как энергонезависимость, в цифровых устройствах второстепенно, однако значительно снижает энергопотребление, особенно в режиме ожидания.

### Режим Live View
Использование электронного видоискателя в цифровых зеркальных фотоаппаратах классической конструкции невозможно из-за того, что светочувствительная матрица во время визирования закрыта затвором и зеркалом, обеспечивающим работу оптического визира. В январе 2006 года компания Olympus представила зеркальную камеру E-330, в которой впервые реализована возможность кадрирования по изображению, получаемому не с дополнительной матрицы, размещённой в оптическом тракте видоискателя, а с основной. Для этого фотоаппарат переводится в режим, получивший торговое название «Live View». В этом режиме визирование осуществляется при поднятом зеркале и открытом затворе так же, как во всех других типах цифровой аппаратуры. Оптический видоискатель в этом случае не работает, поскольку закрыт поднятым зеркалом. Непосредственно перед съёмкой затвор закрывается и затем производит одну или несколько экспозиций, в зависимости от установленного режима протяжки. Зеркало остаётся поднятым до тех пор, пока не выключен режим «Live View».
Наличие такого режима позволяет повысить удобство визирования, в том числе с помощью поворотного дисплея, и делает зеркальный фотоаппарат пригодным для видеосъёмки. Кроме того, становится доступным ещё одно достоинство электронного видоискателя: дистанционное визирование на экране компьютера. Самые современные модели могут выводить изображение на экран внешнего смартфона, подсоединяемого по беспроводным протоколам. Однако, при включении режима резко возрастает энергопотребление и разогрев матрицы, а также теряется большинство преимуществ оптического видоискателя перед электронным, прежде всего — фазовый автофокус. В первых устройствах, например, Canon EOS 5D Mark II, при включении режима автофокусировка была вообще невозможна, поскольку при поднятом зеркале свет не доходит до датчика. В последующих моделях этот недостаток устранён за счёт использования контрастного автофокуса, но его быстродействие значительно ниже, чем фазового, работающего в стандартных режимах съёмки. Кроме того, штатный TTL-экспонометр оказывается неработоспособным из-за того, что его сенсор перекрыт поднятым зеркалом. В этом случае включается альтернативный замер непосредственно матрицей.
В настоящее время (2018 год) наличие технологии «Live View» считается обязательным не только в зеркальной аппаратуре потребительского класса, но и в профессиональной.

### Сменная оптика
Возможность использовать сменную оптику без ограничений, доступность макросъёмки, а также специальных видов съёмок через оптические приборы, такие как микроскоп, телескоп или эндоскоп — основные факторы, способствующие популярности цифровых однообъективных зеркальных камер, пригодных для любых прикладных задач.
Поскольку конструкция большинства цифровых зеркальных фотоаппаратов основана на плёночных прототипах, используются те же объективы и стандарты их крепления, с учётом кроп-фактора из-за малого размера матрицы. Для компенсации условного «удлинения» фокусного расстояния, основные производители разработали новые стандарты, совместимые с предыдущими: например, Canon запустил новую линейку фотоаппаратов и объективов стандарта EF-S, основанную на плёночном Canon EF. Новый байонет без ограничений принимает оптику старого стандарта, но обратная совместимость ограничена, особенно для короткофокусной оптики из-за её укороченного заднего отрезка. Аналогичным образом устроен стандарт Nikon DX, за исключением заднего отрезка, оставшегося неизменным. Кроме того, новые объективы могут содержать усовершенствованные электронные схемы (электромагнитная прыгающая диафрагма, оптический стабилизатор и т. д.), которые не работоспособны со старыми камерами. Большая часть такой оптики имеет уменьшенное поле изображения объектива, рассчитанное на маленькую матрицу, и их установка на полнокадровую камеру приводит к виньетированию по углам кадра.

## Производители
- Canon
- Fujifilm
- Victor Hasselblad
- Kodak
- Konica Minolta
- Leica
- Mamiya
- Nikon
- Olympus
- Panasonic
- Pentax
- Phase One
- Samsung
- Sony
- Sigma